# غسق

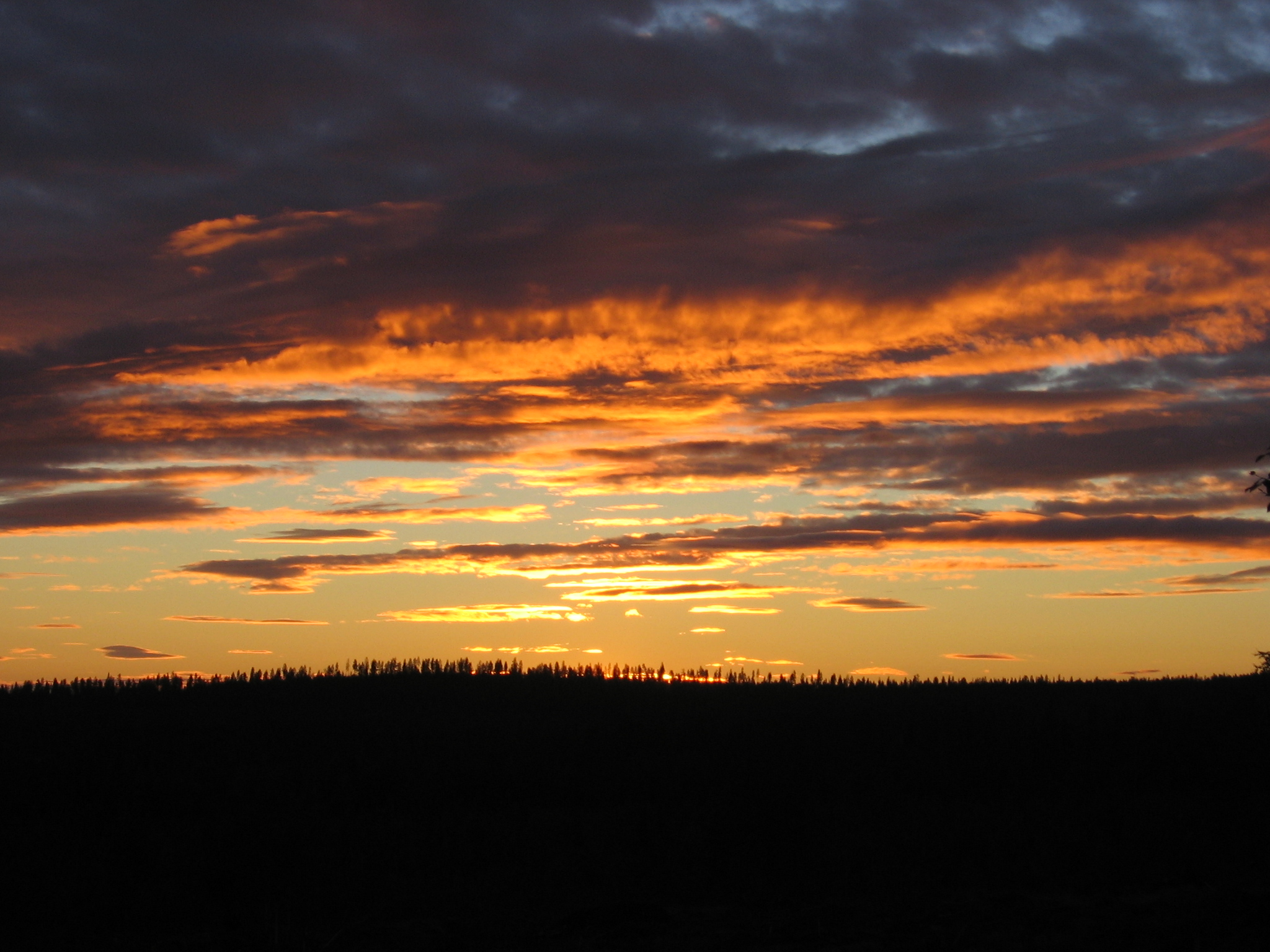
غسق

الغَسَق هو أول ظلمة الليل بعد الغروب، أول الليل الشفق وأول ظلمته الغسق.
السبب من الغسق أن الضوء لا يليه مباشرة في الظلام الدامس من ضوء النهار، والعكس بالعكس، وتناثر ضوء الشمس في الطبقات العليا من الغلاف الجوي للأرض. تناثر يحدث على حد سواء في الهواء نفسه، وإلى أي الجزيئات الموجودة. منذ الفجر والغسق وهنا تختلف في نفس القضية، وفقط من خلال تسلسلها الزمني، ويعتبر في البداية فقط الغسق.